# Overnight indexed swap
Un overnight indexed swap (más conocido por sus siglas OIS, traducido al castellano como "permuta nocturna indiciada") es un swap de tipos de interés donde el tipo flotante periódico del swap es igual a la media geométrica del tipo overnight sobre cada día del período de pago. Este índice es típicamente un tipo de interés considerado menos arriesgado que su correspondiente tipo interbancario (LIBOR).
En Estados Unidos, los tipos OIS son calculados en referencia al federal funds rate diario.
El diferencial Libor-OIS (o, en concreto, la diferencia o "spread" entre los tipos LIBOR y OIS) es una importante medida del riesgo y de la liquidez de un mercado monetario, considerado por muchos, incluido el antiguo gobernador de la Reserva Federal Alan Greenspan, como un indicador poderoso para medir la tensión relativa en los mercados monetarios. Un diferencial elevado (un Libor alto) se suele interpretar como una indicación de una caída en la intención de prestar a los principales bancos, mientras que un diferencial bajo indica que hay un nivel elevado de liquidez en el mercado. Así, este spread puede verse como un indicador de la percepción de los bancos del riesgo de crédito de otras instituciones financieras y de la disponibilidad general de fondos para financiación.
El diferencial LIBOR-OIS se ha movido históricamente en torno a los 10 puntos básicos. No obstante, en plena crisis económica de 2008-2012, el diferencial se elevó hasta un máximo histórico de 364bps en octubre de 2008, indicando un severo credit crunch. Desde entonces, el diferencial ha declinado erráticamente pero sustancialmente, cayendo por debajo de los 100 puntos básicos hacia mediados de enero de 2009 y volviendo al entorno de los 10-15 puntos básicos en septiembre de 2009.